# Jason Schwartzman
Jason Francesco Schwartzman (ur. 26 czerwca 1980 w Los Angeles) – amerykański aktor, scenarzysta i muzyk, związany z zespołem Coconut Records, był również członkiem rockowej grupy Phantom Planet.

## Życiorys

### Wczesne lata
Urodził się w Los Angeles jako drugi syn aktorki Talii Rose Shire (z domu Coppola) i producenta filmowego Jacka Schwartzmana. Jest włoskiego pochodzenie ze strony matki i żydowskiego ze strony ojca. Jest siostrzeńcem reżysera Francisa Forda Coppoli oraz kuzynem aktora Nicolasa Cage’a, reżyserki Sofii Coppoli, Romana Coppoli i Christophera Coppoli oraz wnukiem Italii Coppoli (z domu Pennino) i kompozytora Carmine'a Coppoli. Ma przyrodniego brata Matthew Orlando Shire (ur. 1975) z pierwszego małżeństwa matki oraz przyrodnią siostrę Stephanie Schwartzman. Dorastał z młodszym bratem Robertem (ur. 24 grudnia 1982) i przybranym bratem Johnem (ur. 18 października 1960) w Los Angeles, w stanie Kalifornia, gdzie uczęszczał do Windward School. Kiedy miał czternaście lat, 15 czerwca 1994, jego ojciec zmarł na raka trzustki. Uczęszczał do Windward School w Los Angeles.

### Kariera
W wieku czternastu lat został perkusistą i autorem tekstów piosenek rockowego zespołu Phantom Planet, który wykonywał piosenki do serialu Warner Bros./FOX Życie na fali (The O.C., 2003-2007). Jego kinowym debiutem była rola 15-letniego studenta Maxa Fischera, który osiągnął wyniki ponad wszelkie oczekiwania w komediodramacie Wesa Andersona Rushmore (1998) u boku Billa Murraya, za którą otrzymał nagrodę YoungStar i Lone Star Film & Television Award. W 2002 zrealizował single z wokalistą i gitarzystą Evanem Dando z The Lemonheads i muzykiem Benem Lee. Pojawił się w teledysku do piosenki Puffa Daddy'ego „It's All About the Benjamins” (2002). Uznanie zdobył także jako Ludwik XVI w filmie Sofii Coppoli Maria Antonina (Marie Antoinette, 2006).
Spotykał się z aktorkami – Selmą Blair (2001) i Zooey Deschanel (2004). Przyjaźnił się także z Claire Danes. W 2007 z zespołem Coconut Records wydał płytę CD „Nighttiming”, gdzie znalazły się takie utwory jak „West Coast”, „Nighttiming” i „This Old Machine”. 20 stycznia 2009 ukazał się singiel „Microphone” promujący album „Davy”.

## Filmografia

### Filmy kinowe
- 2023: Igrzyska śmierci: Ballada ptaków i węży jako Lucretius "Lucky" Flickerman
- 2023: Asteroid City jako Augie Steenbeck / Jones Hall
- 2021: Kurier Francuski z Liberty, Kansas Evening Sun (The French Dispatch) jako Hermes Jones
- 2020: Król Internetu (Mainstream) jako Mark Schwartz
- 2014: Grand Budapest Hotel  (The Grand Budapest Hotel) jako Pan Jean
- 2014: Do ciebie, Philipie (Listen Up Philip) jako Philip Lewis Friedman
- 2014: Wielkie oczy (Big eyes) jako Ruben
- 2013: Ratując pana Banksa (Saving Mr. Banks) jako Richard M. Sherman
- 2012: Kochankowie z Księżyca (Moonrise Kingdom) jako Kuzyn Ben
- 2010: Scott Pilgrim kontra świat (Scott Pilgrim vs. the World) jako Gideon Graves
- 2009: Fantastyczny pan Lis (Fantastic Mr Fox) jako Ash (głos)
- 2007: Idź twardo: Historia Deweya Coxa (Walk Hard: The Dewey Cox Story) jako Ringo Starr
- 2007: Pociąg do Darjeeling (The Darjeeling Limited) jako Jack L. Whitman
- 2007: Hotel Chevalier jako Jack Whitman
- 2006: Maria Antonina (Marie Antoinette) jako Ludwik XVI
- 2005: Troje do pary (Shopgirl) jako Jeremy Kraft
- 2005: Czarownica (Bewitched) jako Ritchie
- 2005: Autostopem przez galaktykę (The Hitchhiker's Guide to the Galaxy) jako Gag Halfrunt
- 2004: Cracking Up jako Ben Baxter
- 2004: Jak być sobą (I Heart Huckabees) jako Albert Markovski
- 2003: Zupełnie jak Mona (Just Like Mona)
- 2002: Spun jako Ross
- 2002: Simone (S1m0ne) jako Milton
- 2002: Luzacy (Slackers) jako Ethan Dulles
- 2001: CQ jako Felix DeMarco
- 1998: Rushmore jako Max Fischer

### Seriale TV
- 2009: Znudzony na śmierć (Bored to Death) jako Jonathan
- 2006: Rozszczepienie (Cracking Up) jako Ben Baxter
- 2005: Szanowni Państwo X (The X's) jako Brandon
- 2004: Rozszczepienie (Cracking Up) jako Ben Baxter
- 2000: Luzaki i kujony (Freaks and Geeks) jako Howie Gelfand

### Filmy krótkometrażowe
- 2002: Julius i przyjaciele: Yeti, dawaj, na przód (Julius and Friends: Yeti, Set, Go) jako Julius
- 2001: Julius i przyjaciele: Dziura w jednym (Julius and Friends: Hole in One) jako Julius
- 2001: Odessa albo bankructwo (Odessa or Bust) jako młody mężczyzna